# Patriarchen-Brücke
Die Patriarchen-Brücke (russisch Патриарший мост Patriarschi most) ist eine Fußgängerbrücke in Moskau. Sie führt von der Christ-Erlöser-Kathedrale über die Insel Baltschug zum linken Ufer des Wasserumleitungskanal. Die Brücke wurde vom Architekten Michail Michailowitsch Posochin entworfen, der auch die Christ-Erlöser-Kathedrale gebaut hatte. 
Der 2004 eröffnete 230 m lange Teil über die Moskwa ist eine Hohlkastenbrücke aus Stahl, die aus dekorativen Gründen mit einem Stahlfachwerk verkleidet ist. Der 2007 eröffnete Teil über den Wasserumleitungskanal ist eine Plattenbalkenbrücke aus Stahlbeton.